# Tom Prehn
Tom Prehn (* um 1940) ist ein dänischer Jazzmusiker (Piano, Komposition).

## Leben und Wirken
Prehn, dessen Vater der Cellist und Dirigent Holger Prehn (1891–1958) war, begann mit fünf Jahren Klavier zu spielen; er erhielt Unterricht, wurde aber durch Ulrik Neumann in den Jazz eingeführt. Er absolvierte das Konservatorium und spielte zunächst mit dem Bassisten Poul Ehlers im Trio. 1963 gab er in Quartettbesetzung ein erstes Konzert in der Scala Hall in Aarhus. Es kam zu ersten Aufnahmen, die auf dem Label Sonet Records (Axiom) erscheinen sollten, aber nicht offiziell veröffentlicht wurden (zwei Exemplare einer Testpressung sind überliefert). Erst 2016 erschienen sie auf Rune Grammofon. Mit dem Bassisten Poul Ehlers, dem Schlagzeuger Finn Slumstrup und dem Saxophonisten Fritz Krogh nahm Prehn 1964 in Aarhus das Album Centrifuga (Pladeselskabet Centrifuga) auf. Der Mitschnitt eines Fernsehauftritts des Brehn-Quartetts von 1966 („Percussive Anticipation“) erschien erst 2015 auf der Kompilation Axiom (Corbett vs Dempsey CVSDCD019) Gleichzeitig komponierte er auch im Bereich der klassischen zeitgenössischen Musik.
1967 erschien das Album Tom Prehn Kvartet auf dem obskuren Label V58, mit Preben Vang als neuem Schlagzeuger, mit dem die Musik organisierter wurde. Es war lange Zeit der einzige Tonträger von Prehn unter eigenem Namen, der bekannt war; das Album wurde 2001 bei Atavistic Records in der Unheard Music Series wiederveröffentlicht. Im Bereich des Jazz war er laut Tom Lord zwischen 1963 und 1967 an fünf Aufnahmesessions beteiligt. In den folgenden Jahren arbeitete Prehn in Aarhus weiter mit eigenen Formationen. 1969 kommt es zur Zusammenarbeit mit der Sängerin Birgit Lystager und Liedtexter Svend Åge Madsen. Zunächst entsteht der Popsong „Choosing Words“, den er mit Lystager und seinem Quartett bei Danmarks Radio aufgenommen hatte, und der dort gesendet wird. Es folgten die beiden LPs Ready to Meet You (1970) und (mit Streichern) Love's Labyrinth unter Lystagers Namen. 1976 wurden Titel mit seiner Fusionband auf dem Album Det Jydske Musikkonservatorium 1927–77 präsentiert.
Als GEP (die Buchstaben stehen für die Familiennamen von Mogens Gissel, Poul Ehlers und ihm) entstand ab 1966 der Comic Kosmo über einen kleinen Mann mit einem großen Kopf und ordentlich zur Seite gekämmten Haaren: Gissel zeichnete, Ehlers und Prehn kamen auf die Ideen für den Comic, der mehrere Jahre täglich in Svenska Dagbladet erschien. Seit 2011 gibt es eine Buchausgabe; zudem existieren kurze Kosmo-Filme, in denen die Zeichenserie musikalisch durch Prehn begleitet wird. Prehn arbeitete mehr als 25 Jahre als Lehrer an Det Jyske Musikkonservatorium.